# Chittering
Chittering – osada w Anglii, w hrabstwie Cambridgeshire, w dystrykcie South Cambridgeshire. Leży 13 km na północny wschód od miasta Cambridge i 92 km na północ od Londynu. Miejscowość liczy 120 mieszkańców.